# Maldivi
Maldivi, Maledivi, službeno Republika Maldivi (divehi: ދިވެހިރާއްޖެ ), otočna su država koja se nalazi u južnoj Aziji, smještena u Indijskom oceanu. Leži jugozapadno od Šri Lanke i Indije, oko 750 kilometara od kopna azijskog kontinenta. Lanac od 26 atola proteže se od atola Ihavandhippolhu na sjeveru do atola Addu na jugu. Kopnena površina svih otoka obuhvaća 298 četvornih kilometara. Maldivi su najmanja azijska država kao i jedna od najmanjih zemalja s muslimanskom većinom po površini i, s 557.751 stanovnika, druga najmanje naseljena zemlja u Aziji. Malé je glavni i najnaseljeniji grad, tradicionalno nazvan "Kraljevim otokom" gdje su vladale drevne kraljevske dinastije.
Maldivski arhipelag nalazi se na grebenu Chagos–Laccadive, golemom podmorskom planinskom lancu u Indijskom oceanu. S prosječnom nadmorskom visinom od 1,5 metara iznad razine mora, i najvišom prirodnom točkom od samo 2,4 metra, Maldivi su najniža država na svijetu. 
U 12. stoljeću islam je stigao do Maldivskog arhipelaga, koji se učvrstio kao sultanat, razvijajući snažne trgovačke i kulturne veze s Azijom i Afrikom. Od sredine 16. stoljeća, regija je došla pod sve veći utjecaj europskih kolonijalnih sila, s Maldivima koji su postali britanski protektorat 1887. Neovisnost od Ujedinjenog Kraljevstva došla je 1965., a predsjednička republika uspostavljena je 1968. s izabranim Narodnim Medžlisom. Desetljeća koja su uslijedila doživjela su političku nestabilnost, napore u demokratskim reformama i ekološke izazove koje predstavljaju klimatske promjene.
Maldivi su postali jedan od osnivača Južnoazijske udruge za regionalnu suradnju (SAARC). Također su članica Ujedinjenih naroda, Commonwealtha, Organizacije islamske suradnje i Pokreta nesvrstanih. Svjetska banka klasificira Maldive kao gospodarstvo s višim srednjim dohotkom. Ribarstvo je povijesno bila dominantna gospodarska djelatnost, i dalje je najveći sektor, a slijedi ga brzo rastuća turistička industrija. Maldivi imaju "visoku" stopu na Indeksu ljudskog razvoja, s dohotkom po glavi stanovnika znatno višim od ostalih zemalja SAARC-a. Maldivi su bili član Commonwealtha naroda od srpnja 1982. do povlačenja iz organizacije u listopadu 2016. u znak protesta zbog optužbi drugih nacija o kršenju ljudskih prava. Maldivi su se ponovno pridružili Commonwealthu 1. veljače 2020. nakon što su pokazali dokaze funkcioniranja demokratskih procesa i podrške naroda.

## Vanjske poveznice
Sestrinski projekti
|  | Zajednički poslužitelj ima stranicu o temi Maldivi    |
|  | Zajednički poslužitelj ima još gradiva o temi Maldivi |
|  | Wječnik ima rječničku natuknicu Maldivi               |